# Asociación Alemana de Profesores de Español

La Asociación alemana de profesores de español (en Idioma alemán: Deutscher Spanischlehrerverband) es una organización profesional, para formar a maestros o profesores de español en Alemania. La Asociación se creó en 1970, su función principal no solamente es formar docentes en lengua española, sino también sobre los estudios hispánicos como historia, literatura,  traducción y los ámbitos artísticos y científicos.
También la asociación en lengua española en el país, cumple la función de los estudios de los países de habla germánico en el ámbito geográfico como de Alemania, Austria, Liechtenstein, Suiza y las demás comunidades germanoparlantes en Bélgica y Luxemburgo. Además que algunas obras literarias del español fueron traducidos en alemán y del alemán al español.